# Nakajima Ki-44 Shoki
Nakajima Ki-44 Shoki (zavezniško kodno ime Tojo) je bilo japonsko lovsko letalo druge svetovne vojne.

## Začetek proizvodnje
Letalo so začeli izdelovati maja 1942 za potrebe japonske vojne mornarice, ki je kmalu po začetku vojne z ZDA spoznala, da potrebuje letalo, ki se bo bolj kot na okretnost zanašalo na močan motor za hitro vzpenjanje in veliko končno hitrost. Letalo je bilo izredno hitro in dobro oboroženo, a je bilo pri pilotih nepriljubljeno zaradi velike pristajalne hitrosti, nepreglednosti pri pristajanju in slabe okretnosti. Zgrajenih je bilo 1223 letal. 

## Uspehi letala
Po vzpenjanju, strmoglavem letu, končni hitrosti, oborožitvi in oklepljenosti se je Shoki lahko kosal z vsakim zavezniškim letalom v vojni in je bil izjemno uspešen v bojih z ameriškimi bombniki Boeing B-29. Letalo je imelo pri ameriških pilotih sloves odličnega lovca, a je neizkušenost njegovih pilotov preprečila vidnejšo vlogo tega letala v bojih nad Pacifikom.